# Productions de Just Blaze
Cet article présente la liste des productions musicales réalisées par Just Blaze.

## 1999
- Harlem World : The Movement
  - 05. I Really Like It (Feat. Ma$e & Kelly Price) – Coproduit par Supa Sam & Ma$e

- Buckshot : The BDI Thug
  - 09. Heavy Weighters (Feat. Swan & F.T.)

- F.T. : New York State of Rhyme
  - 04. F-AVA (Feat. AVA)

- Killah Priest : View From Masada
  - 02. View from Masada
  - 03. Hard Times
  - 06. Gotta Eat

## 2000
- Amil : All Money Is Legal
  - 09. That's Right (Feat. Jay-Z) – Coproduit par L.R

- Beanie Sigel : The Truth
  - 02. Who Want What (Feat. Memphis Bleek)

- Big Pun : Yeeeah Baby
  - 03. Off Wit His Head (Feat. Prospect)
  - 11. Wrong Ones (Feat. Sunkiss)

- Half-A-Mill : Milíon
  - 08. Fires in Hell
  - 13. Thug Luv

- Busta Rhymes : Anarchy
  - 06. Street Shit
  - 15. Here We Go Again (Feat. Flipmode Squad)

- Jay-Z : The Dynasty: Roc La Familia
  - 01. Intro
  - 04. Streets Is Talking (Feat. Beanie Sigel)
  - 07. Stick 2 the Script (Feat. Beanie Sigel)
  - 13. The R.O.C. (Feat. Beanie Sigel & Memphis Bleek)
  - 14. Soon You'll Understand

- Memphis Bleek : The Understanding
  - 01. Intro - U Know Bleek
  - 04. We Get Low
  - 11. They'll Never Play Me
  - 14. In My Life

- DJ Clue? : The Professional 2
  - 18. M.A.R.C.Y. (Feat. Memphis Bleek & Geda K)

- Prodigy : H.N.I.C.
  - 19. Diamond (Feat. Bars & Hooks)

## 2001
- Beanie Sigel : The Reason
  - 02. Beanie (Mack B**ch)
  - 03. So What You Saying  (Feat. Memphis Bleek)
  - 04. Get Down
  - 12. Mom Praying (Feat. Scarface)
  - 13. Still Got Love For You (Feat. Jay-Z & Rell)
  - 14. What Your Life Like 2

- Jadakiss : Kiss tha Game Goodbye
  - 16. It's Time I See You (Feat. Cross, Drag-On, Eve, Infa-Red, Sheek, & Styles P.)

- Jay-Z : The Blueprint
  - 04. Girls, Girls, Girls
  - 06. U Don't Know
  - 10. Song Cry
  - 14. Breathe Easy (Lyrical Exercise) (Morceau caché)

- Fabolous : Ghetto Fabolous
  - 12. Ma' Be Easy

- DMX : The Great Depression
  - 13. I'm a Bang

- Busta Rhymes : Genesis
  - 02. Everybody Rise Again
  - 07. We Got What You Want
  - 19. Match the Name With the Voice (Feat. Flipmode Squad)

## 2002
- State Property : Bande originale du film State Property
  - 01. Roc the Mic
  - 03. It's Not Right
  - 07. Bitch Niggas
  - 13. Don't Realize (Feat. Rell)

- Cam'ron : Come Home With Me
  - 02. Losing Weight Pt. 2 (Feat. Juelz Santana)
  - 03. Oh Boy (Feat. Juelz Santana)
  - 07. Welcome to New York City (Feat. Jay-Z & Juelz Santana)
  - 13. The Roc (Just Fire) (Feat. Memphis Bleek & Beanie Sigel)

- Bow Wow : Bande originale du film Magic baskets
  - 06. Playin' The Game

- Trina : Diamond Princess
  - 11. How We Do (Feat. Fabolous)

- Bande originale du film Paid in Full
  - 06. Don't You Know (Jay-Z)
  - 11. Alright (Allen Anthony)
  - 13. I Am Dame Dash (Damon Dash Feat. Jim Jones & Cam'ron)

- Jay-Z : The Blueprint²: The Gift & The Curse
  - CD1 The Gift :
    - 02. Hovi Baby

  - CD2 The Curse :
    - 03. U Don't Know (Remix) (Feat. M.O.P.)
    - 04. Meet the Parents
    - 05. Some How Some Way (Feat. Beanie Sigel & Scarface)
    - 10. As One (Feat. Memphis Bleek, Beanie Sigel, Freeway, Young Gunz, Peedi Crakk, Omillio Sparks & Rell)
    - 12. Show You How (Titre bonus)
    - 13. Bitches & Sisters (Titre bonus)

- Erick Sermon : React
  - 03. We Don't Care (Feat. Free)
  - 05. React (Feat. Redman)

- Snoop Dogg : Paid tha Cost to Be da Bo$$
  - 06. Lollipop (Feat. Jay-Z, Soopafly & Nate Dogg)

- Mariah Carey : Charmbracelet
  - 02. Boy (I Need You) (Feat. Cam'ron)
  - 05. You Got Me (Feat. Freeway & Jay-Z)

- Shaggy : Hey Sexy Lady (Just Blaze Remix) (Feat. Brian & Tony Gold)

- Mario : C'mon (Single)
  - 02. C'mon (Just Blaze Remix)

## 2003
- The Diplomats : Diplomatic Immunity
  - CD 2
    - 01. I Really Mean It
    - 11. Built This City

- Freeway : Philadelphia Freeway
  - 01. Free
  - 02. What We Do (Feat. Jay-Z & Beanie Sigel)
  - 04. Flipside (Feat. Peedi Crakk)
  - 05. On My Own (Feat. Nelly)
  - 06. We Get Around (Feat. Snoop Dogg)
  - 07. Don't Cross The Line (Feat. Faith Evans)
  - 09. Full Effect (Feat. Young Gunz)
  - 13. Alright (Feat. Allen Anthony)
  - 15. You Got Me (Feat. Mariah Carey & Jay-Z) (Titre bonus)
  - 16. Line 'Em Up (Feat. Young Chris) (Titre bonus)

- Fabolous : Street Dreams
  - 05. Can't Let You Go (Feat. Lil' Mo & Mike Shorey)

- Bande originale du jeu vidéo NBA Live 2003
  - 05. Let's Go (Just Blaze Feat. Freeway & Memphis Bleek)
  - 12. Here We Go (Flipmode Squad)

- Joe Budden : Joe Budden
  - 03. Pump It Up
  - 09. Fire (Feat. Busta Rhymes)
  - 13. Give Me Reason
  - 04. Pop Off

- Fabolous : More Street Dreams 2: The Mixtape
  - 09. Fire (Feat.[Joe Budden & Paul Cain)
  - 14. Can't Let You Go (Remix)

- Jay-Z : The Black Album
  - 01. Interlude
  - 02. December 4th
  - 10. Public Service Announcement (Interlude)

- Keith Murray : He's Keith Murray
  - 04. Yeah Yeah U Know It (Feat. Erick Sermon & Redman)

- Nick Cannon : Nick Cannon
  - 01. Get Crunk Shorty (Feat. Ying Yang Twins & Fatman Scoop)

- Bande originale du film L'amour n'a pas de prix
  - 01. Shorty (Put It on the Floor) (Busta Rhymes, Chingy, Fat Joe & Nick Cannon)

- Memphis Bleek : M.A.D.E.
  - 02. Everythings a Go (Feat. Jay-Z)
  - 03. Round Here (Feat. Trick Daddy & T.I.)
  - 04. Just Blaze, Bleek & Free (Feat. Freeway)
  - 06. Hypnotic (Feat. Jay-Z & Beanie Sigel)
  - 08. War
  - 12. Hell No
  - 17. R.O.C.

## 2004
- Carl Thomas : Let's Talk About It
  - 03. My First Love

- Young Gunz : Tough Luv
  - 04. Friday Night
  - 07. Tough Luv (Feat. Denim)

- Shyne : Godfather Buried Alive
  - 12. Here with Me
  - 13. Diamonds & Mac 10's

- LeToya : LeToya
  - 01. U Got What I Need

- Usher : Confessions
  - 03. Throwback
  - 03. Throwback (Remix) (Feat. Jadakiss) (Confessions (Édition spéciale))

- Shawnna : Worth tha Weight
  - 02. Let's Go

- Talib Kweli : The Beautiful Struggle
  - 12. Never Been in Love

- Jon B : Stronger Everyday
  - 01. Everytime (Feat. Dirt McGirt)
  - 16. Everytime (Remix) (Feat. Beenie Man & Farena)

- Jin : The Rest Is History
  - 04. Club Song

- Ying Yang Twins : My Brother & Me (Bonus DVD)
  - 07. Get Crunk Shorty (Feat. Nick Cannon & Fatman Scoop)

- Rah Digga : Everything Is a Story (non commercialisé)
  - Party and Bullshit 2003
  - Party and Bullshit 2003 (Remix) (Feat. Missy Elliott & Eve)
  - Street People (Feat. Young Zee & Joe Budden)
  - I'm Rich Bitch
  - Lookin' da Same to Me
  - Tell Me Why (Feat. Pink)

- Fabolous : Real Talk
  - 12. It's Alright (Feat. Sean Paul)
  - 13. Breathe

- Memphis Bleek : Yes (Feat. Jay-Z)

- Lenny Kravitz : Storm (Just Blaze Remix) (Feat. Jay-Z)

## 2005
- Fat Joe : All or Nothing
  - 03. Safe 2 Say (The Incredible)

- The Game : The Documentary
  - 08. Church for Thugs
  - 13. No More Fun and Games

- Beanie Sigel : The B. Coming
  - 09. Bread and Butter (Feat. Sadat X & Grand Puba)

- Memphis Bleek : 534
  - 01. 534
  - 02. Interlude
  - 03. Dear Summer (interprété par Jay-Z)
  - 14. Straight Path

- M.E.D. : Push Comes to Shove
  - 15. Get Back

- Kanye West : Late Registration
  - 03. Touch the Sky (Feat. Lupe Fiasco)

- Busta Rhymes : The Big Bang
  - Get Flat (Feat. Butch Cassidy) (Titre non retenu)

- The Notorious B.I.G. : Duets: The Final Chapter
  - 10. Livin' In Pain (Feat. Mary J. Blige, 2Pac & Nas)

## 2006
- LeToya : LeToya
  - 02. U Got What I Need (Version album)

- Ghostface Killah : FishScale
  - 04. The Champ

- Cory Gunz : I Gotcha (Feat. Lil Wayne)

- T.I. : King
  - 01. King Back
  - 04. I'm Talkin' to You

- Governor : Son of Pain
  - 08. You Got the Power (Feat. T.I.)

- Rhymefest : Blue Collar
  - 02. Dynomite (Going Postal)

- Diddy : Press Play
  - 07. Tell Me (Feat. Christina Aguilera)

- The Game : Doctor's Advocate
  - 05. Remedy
  - 16. Why You Hate The Game (Feat. Nas & Marsha Ambrosius)

- Jay-Z : Kingdom Come
  - 02. Oh My God
  - 03. Kingdom Come
  - 04. Show Me What You Got

- Freeway : The Hood News Reloaded (The Remix Edition) (Cutmaster C mixtape)
  - 08. Flipside (Part 2) (Feat. Peedi Crakk)

- Capone : Menace 2 Society
  - 03. Troublesome (La, La, La) (Feat. Noreaga)

- Bella : Never Be Me (Feat. Rick Ross)

## 2007
- Juelz Santana : The Second Coming (Feat. Just Blaze)

- Daddy Yankee : El Cartel: The Big Boss
  - 12. Papi Lover (Feat. Nicole Scherzinger) – Coproduit par Echo & Diesel

- Fabolous : From Nothin' to Somethin'
  - 06. Return of the Hustle (Feat. Swizz Beatz)

- T.I. : T.I. Vs T.I.P.
  - 01. Act I (T.I.P.) – Coproduit par T.I. & Caviar
  - 08. Act II (T.I.) – Coproduit par T.I. & Caviar
  - 09. Help Is Coming
  - 15. Act III (T.I. vs T.I.P.) – Coproduit par T.I. & Caviar

- Talib Kweli : Eardrum
  - 03. Hostile Gospel Pt. 1 (Deliver Us)

- Jay-Z : American Gangster
  - 10. Ignorant Shit (Feat. Beanie Sigel)
  - 15. American Gangster (Titre bonus)

## 2008
- Compilation Smirnoff Signature Mix Series
- The Light '08 (It's Love) (Common Feat. Marsha Ambrosius)

- Rakim : The Archive: Live, Lost & Found
  - 04. It's Nothing

- The Game : LAX
  - Superman (Titre non retenu)

- T.I. : Paper Trail
  - 05. Live Your Life (Feat. Rihanna) – Coproduit par Canei Finch

- Jay Electronica : Fresh Cuts Vol. 3 (Music By Guitar Center Employees) (Guitar Center compilation)
  - Exhibit A (Transformations)

- Jamie Foxx : Intuition
  - 03. Number One (Feat. Lil Wayne)

## 2009
- Maino : If Tomorrow Comes
  - 07. All the Above (Feat. T-Pain) – Coproduit par Nard & B

- Fabolous : Loso's Way
  - 14. Lullaby – Produit par The Alchemist, scratches de Just Blaze

- Skyzoo : The Salvation
  - 02. Return of the Real

- Saigon : Warning Shots 2
  - 13. Who Can Get Busy (Feat. Grand Puba)
  - 15. Gotta Believe It (Feat. Just Blaze)

- Sha Stimuli : My Soul to Keep
  - 06. Move Back (Feat. Freeway)

## 2010
- Eminem : Recovery
  - 01. Cold Wind Blows
  - 09. No Love (Feat. Lil Wayne)
  - 16. You're Never Over
  - 19. Session One (Feat. Slaughterhouse) (Titre bonus iTunes)

- Capone-N-Noreaga : The War Report 2: Report the War
  - 16. T.O.N.Y Part. 2

- Klyde : Intimes Convictions [Prod By Young Tox]
  - 13. Session Two: History Has Been Made (Feat. Slaughterhouse & Eminem)

- Fat Joe : The Darkside Vol. 1
  - 03. I Am Crack

## 2011
- Saigon : The Greatest Story Never Told
  - 01. Station Identification (Intro) (Feat. Fatman Scoop)
  - 02. The Invitation (Feat. Q-Tip & Fatman Scoop)
  - 03. Come On Baby (Remix) (Feat. Jay-Z & Swizz Beatz)
  - 04. War (Instrumental) – Coproduit par Lamar Edwards)
  - 05. Bring Me Down Part II
  - 06. Enemies – Coproduit par D. Allen
  - 07. Friends
  - 08. The Greatest Story Never Told
  - 09.Clap (Feat. Faith Evans)
  - 10. Preacher (Feat. Lee Fields & The Expressions)
  - 12. Believe It
  - 13. Give It To Me (Feat. Raheem DeVaughn) – Coproduit par SC
  - 14. What The Lovers Do (Feat. Devin the Dude) – Coproduit par Rep Spyda
  - 15. Better Way (Feat. Layzie Bone)
  - 16. Oh Yeah (Our Babies) – Coproduit par Buckwild
  - 17. And the Winner Is... (Feat. Bun B) – Coproduit par James Poyser, Spanky & Adam Blackstone

## 2012
- Kendrick Lamar : Good Kid, M.A.A.D City
  - Compton (Feat. Dr. Dre)

- Game : California Republic
  - 02. Red Bottom Boss (Feat. Rick Ross)

- T.I. : Fuck da City Up
  - 17. Oh Yeah (Feat. Trey Songz)

- OnCue : New Religion – Coproduit par Party Supplies

- Saigon : The Greatest Story Never Told Chapter 2: Bread and Circuses
  - 01. Plant the Seed (What U Paid For)
  - 02. Rap vs. Real

- Freeway : Diamond in the Ruff
  - 07. Early

- Captain Murphy : Duality (Captain Murphy album)|Duality
  - 04. The Ritual

- Jon Connor : The People's Rapper LP
  - 01. Cold Wind Blows
  - 18. No Love

- Madonna : MDNA (Nightlife Edition)
  - 09. Give Me All Your Luvin' (Just Blaze Bionic Dub)

## 2013
- Wale : The Gifted
  - 14. 88 – Coproduit par Tone P

- Just Blaze & Baauer : Higher (Feat. Jay-Z)

- Slaughterhouse : Party – Coproduit par Cardiak

## 2017
- Eminem : Revival
  - 9. Like Home (featuring Alicia Keys)